# الخد (صحار)
الخد منطقة سكنية تقع في ولاية صحار، التابعة لمحافظة شمال الباطنة في سلطنة عمان. يقدر عدد سكانها بـ 608 نسمة حسب إحصاء عام 2010 التابع للمركز الوطني للإحصاء والمعلومات الحكومي. رمز المنطقة هو 60130600.
تتميز قرية الخد بطقسها المعتدل صيفاً و البارد في الشتاء. ويزرع سكانها العديد من الفواكه و الخضروات ويشتغل سكانها سابقاً في الزراعة.
تحتوي قرية الخد على العديد من الأودية و الأفلاج أبرزها؛ وادي البلاد، وادي الملحة، و وادي الخبين.
أما من ناحية الخدمات؛ يتوفر في القرية شبكة الإتصالات و الإنترنت، ويوجد بها بئر إرتوازي يغذي كامل القرية، كما يوجد بها مدرسة حكومية.

## الوصلات الخارجية
- المركز الوطني للإحصاء والمعلومات، سلطنة عمان